# Rivière Doucet (vattendrag i Kanada, Québec, lat 49,22, long -71,81)
Rivière Doucet är ett vattendrag i Kanada.   Det ligger i provinsen Québec, i den östra delen av landet, 500 km nordost om huvudstaden Ottawa. Rivière Doucet ligger vid sjön Lac Pierre.
I omgivningarna runt Rivière Doucet växer i huvudsak blandskog. Trakten runt Rivière Doucet är nära nog obefolkad, med mindre än två invånare per kvadratkilometer.